# 1136年
| 千纪： | 2千纪 |
| 世纪： | 11世纪 \| 12世纪 \| 13世纪 |
| 年代： | 1100年代 \| 1110年代 \| 1120年代 \| 1130年代 \| 1140年代 \| 1150年代 \| 1160年代                                                                   |
| 年份： | 1131年 \| 1132年 \| 1133年 \| 1134年 \| 1135年 \| 1136年 \| 1137年 \| 1138年 \| 1139年 \| 1140年 \| 1141年                                         |
| 纪年： | 丙辰年（龙年）；西夏大德二年；金天會十四年；西辽康國三年；南宋紹興六年；刘豫阜昌七年；大理保天八年；越南天彰寶嗣四年；日本保延二年；大为国天开二年 |

## 大事记
- 完顏宗磐、完顏宗幹和完顏宗翰三人共同總管政府機構，「並領三省事」，標志著勃極烈制度已被廢除，金朝官制此時基本漢化，建立了以尚書省為中心的三省制。
- 淮西兵變，統制官酈瓊率劉光世舊部四萬及官吏家眷百姓近二十萬渡淮投靠劉豫。
- 岳飛第二次北伐收復了陝西一帶的商州（今陕西商州市）全境和虢州（今河南三门峡市）的部分地區。
- 九月，劉豫以號稱七十萬大軍進攻劉光世駐守的淮南西路，被劉光世擊退，劉豫轉攻長江中游的岳家軍。
- 十一月，岳飛發動第三次北伐反擊劉豫的進攻，進軍至蔡州一帶收兵。
- 管轄諾夫哥羅德的弗謝沃洛德·姆斯季斯拉維奇公爵（基輔大公弗拉基米羅維奇之子）對蘇茲達爾的戰爭失敗被議會廢黜，一般認為這是諾夫哥羅德共和國的開始。